# Hylophilus thoracicus
A Hylophilus thoracicus a madarak osztályának verébalakúak (Passeriformes) rendjébe és a lombgébicsfélék (Vireonidae) családjába tartozó faj.

## Rendszerezése
A fajt Coenraad Jacob Temminck holland zoológus írta le 1822-ben.

## Alfajai
- Hylophilus thoracicus aemulus (Hellmayr, 1920)
- Hylophilus thoracicus griseiventris Berlepsch & Hartert, 1902
- Hylophilus thoracicus thoracicus Temminck, 1822[2]

## Előfordulása
Dél-Amerika keleti részén, Brazília területén honos. A természetes élőhelye a szubtrópusi vagy trópusi síkvidéki esőerdők és mocsári erdők, valamint cserjések. Állandó, nem vonuló faj.

## Megjelenése
Testhossza 12–13 centiméter, testtömege 13,5–14 gramm.

## Életmódja
Rovarokkal és gyümölcsökkel táplálkozik.

## Külső hivatkozás
- Képek az interneten a fajról
- Xeno-canto.org - a faj hangja